# Saint-Lothain
Saint-Lothain település Franciaországban, Jura megyében. Lakosainak száma 461 fő (2022. január 1.). Saint-Lothain Villerserine, Frontenay, Darbonnay, Tourmont, Saint-Lamain, Bersaillin, Passenans, Miéry és Poligny községekkel határos.

## Népesség
A település népessége az elmúlt években az alábbi módon változott:
| Lakosok száma | 425  | 396  | 418  | 417  | 468  | 473  | 471  | 461  | 456  | 461  |
|               | 1968 | 1982 | 1990 | 2006 | 2013 | 2015 | 2017 | 2019 | 2020 | 2022 |